# Álvaro Gaxiola
Juan Álvaro José Gaxiola Robles (Guadalajara, 26 gennaio 1937 – Guadalajara, 18 agosto 2003) è stato un tuffatore messicano. Ha vinto la medaglia d'argento nei tuffi dalla piattaforma 10 metri ai Giochi della XIX Olimpiade disputati a Città del Messico nel 1968.

## Biografia
È fratello del nuotatore Alejandro Gaxiola, anche lui atleta olimpico.
Ha rappresentato il Messico a tre edizioni dei Giochi olimpici, da Roma 1960 a Città del Messico 1968.
All'età di ventitré anni si è qualificato al concorso dalla piattaforma 10 metri, concludendo la gara al ventesimo posto nella finale vinta da Bob Webster.
Ai Giochi olimpici di Tōkyō 1964, sempre gareggiando nei tuffi dalla piattaforma 10 metri, ha concluso la competizione classificandosi al diciottesimo posto.
Quattro anni più tardi, ha vinto la medaglia d'argento nei tuffi dalla piattaforma 10 metri ai Giochi della XIX Olimpiade disputati a Città del Messico nel 1968. In finale ha ottenuto 154,49 punti, arrivando alle spalle dell'italiano Klaus Dibiasi (164,18 punti) di circa 10 punti.
È morto all'età di sessantasei anni, dopo essere stato ammalato di cancro.

## Palmarès
- Giochi olimpici:

Città del Messico 1968: argento nella piattaforma 10 metri;
- Giochi panamericani

Chicago 1959: oro nella piattaforma 10 m;
San Paolo 1963: argento nella piattaforma 10 m;